# 天童市市営バス
天童市市営バス（てんどうししえいバス）は、山形県天童市にて運行しているコミュニティバスである。運行形態は、営業バスによる有償運送であり、山交バス寒河江営業所へ委託している。

## 概要
旧山形交通の廃止路線を引き継いでいる。
運賃
- 大人300円、高校生200円、小中学生100円、小学校入学前の乳幼児は無料。70歳以上の高齢者は年齢のわかる書類を、身体障害・知的障害・精神障害者は障害者手帳を提示の場合半額。
- 回数券は、100円券の11枚つづりは1,000円、50円券の11枚つづりは500円。

運転日
- 日曜日・祝日・お盆（8月13日 - 16日）・年末年始（12月29日 - 1月3日）は運休。

## 路線
以下の路線がある（2022年4月1日現在）。
- 天童・寒河江線（日曜祝日・年末年始等運休、一部便は土曜運休）
  - 天童南駅 - ららパーク - わくわくランド - 天童駅前 - 天童市民病院 - 蔵増 - （ゆぴあ） - 寒河江駅前（ - 寒河江市立病院）
    - 一部便は寒河江市立病院に乗り入れる。

## 路線の廃止
2010年8月31日を以って、以下の5路線が廃止された。
- 若松・田麦野線（月曜、水曜、金曜運行）
  - わくわくランド - 天童市役所前 - 若松公民館前 - 上山口公民館前 - 田麦野上 - 市立山口公民館前 - 若松公民館前 - 天童市民病院 - 天童バスターミナル - わくわくランド
- 荒谷・寺津線（月曜、水曜、金曜運行）
  - わくわくランド - 天童市役所前 - 天童バスターミナル - 東芳賀 - 長岡郵便局前 - 市立高擶公民館前 - 藤内新田公民館前 - ゆぴあ - 天童市民病院 - 天童バスターミナル - わくわくランド - 東芳賀 - 長岡郵便局前 - 荒谷橋 - 東芳賀 - わくわくランド
- 道満・川原子線（火曜、木曜、土曜運行）
  - わくわくランド - 天童市役所前 - 道満口 - 山口児童館前 - 川原子 - 市立山口公民館前 - 天童二中口 - 天童市民病院 - 天童バスターミナル - わくわくランド
- 成生・干布線（火曜、木曜、土曜運行）
  - わくわくランド - 天童市役所前 - 市立成生公民館前 - 今町公民館前 - 蔵増 - ゆぴあ - 天童市民病院 - 天童バスターミナル - 原町西 - 上荻野戸 - 干布局前 - わくわくランド - 天童温泉 - わくわくランド
- 天童・田麦野線（月曜 - 土曜運行）
  - 山交天童車庫前 - 天童バスターミナル - 天童二中口 - 市立山口公民館前 - 田麦野上

## 予約制乗合タクシー
2010年9月1日より、廃止となった5路線に対して、翌年3月末まで予約制乗り合いタクシー「DOMOSU」（ドモス）の試験運行をした。事前登録した利用者が、午前の便は前日まで、午後の便は利用当日の2時間前までに予約を行うと、市営バスの停留所まで「DOMOSU」が来て、それまでの市営バスと同料金で利用できる。「DOMOSU」は月曜 - 金曜の平日毎日運行で、天童タクシー、山寺観光タクシー、山交ハイヤー3社共同で運営する。